# Istán
Istán er en by og kommune i det sydlige Spanien i provinsen Málaga. Den har et indbyggertal på 1.622 (2024) indbyggere.